# Janicsár aga

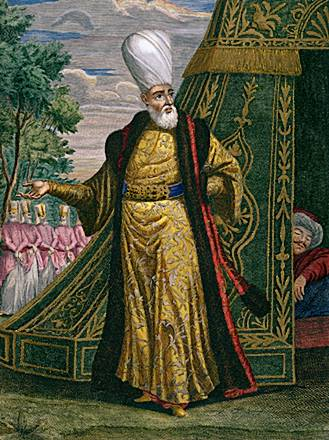
Janicsár aga

A janicsár aga (törökül jenicseri agaszi) katonai rang az Oszmán Birodalomban, a janicsárok főparancsnokát, továbbá janicsárok tartományi egységeinek parancsnokait illette meg.

## Kinevezésük, feladatkörük
A janicsárok agáját – csakúgy, mint a birodalom összes fontos tisztségviselőjét – az oszmán szultán választotta ki, de nem feltétlenül a janicsárok közül. A seregtest gyakran bizonytalan hűségének biztosítása érdekében II. Bajazid oszmán szultán (uralkodott 1481 és 1512 között) felhagyott a janicsárok soraiból kiemelkedő parancsnokok kinevezésével erre a posztra, ehelyett saját háztartásának egy tagját jelölte a janicsárok agájának. Ők általában, a janicsárokhoz hasonlóan, szintén a devsirme rendszeren keresztül kerültek a szultáni szerájba, de aztán a palotai iskolában tanultak, majd a belső, privát palotaszolgálatban bizonyították képességeiket, mielőtt a palota külső szolgálatában magas rangú posztokra nevezték ki őket.
A janicsárok a nyugati általános felfogástól eltérően nem alkottak monolitikus és mereven szervezett egységet. Az egyes janicsárok lojalitásának fő központja saját ezredük (orta) volt. Az első számú parancsnok kivételével az egyes orták összes tisztjét kizárólag ugyanazon ezred tagjai közül választották ki rangidősség vagy érdem alapján. Így a janicsár agák befolyása az egyes ezredeken belül korlátozott maradt. Ezenkívül a janicsár agának hivatásos katonai törzse, vezérkara nem volt, csak néhány civil tisztviselő segítette munkáját. Amikor a hadtest létszáma a 16. és 17. század folyamán 15 000 fő fölé emelkedett, ez már súlyos gondot jelentett. Az agák, az Oszmán Birodalom többi magas rangú tisztségviselőjéhez hasonlóan, általában csak rövid időt töltöttek posztjukon, horizontális mobilitás keretében rotálta őket a szultán, hogy ne építhessenek ki személyes hatalmi bázist. Ez is gyengítette irányító tevékenységük hatékonyságát.
A janicsár aga az oszmán kormányzat a Porta magas rangú tagja volt, a szultán egyik közeli tanácsadója. Nem volt az államtanács, a díván tagja, de rendkívüli üléseken részt vehetett, a többi katonai vezetőhöz hasonlóan. Hivatala az úgynevezett Aga kapuja (ağa kapısı) épületében volt a kormányzati negyed központjában, a Szulejmán-mecset tőszomszédságában, kilátással az Aranyszarv-öbölre. Saját tanácskozó testületet, dívánt tartott, de köteles volt tájékoztatni a nagyvezírt, mielőtt petíciót intézett a szultánhoz. A janicsár aga ezen kívül részt vett a nagyvezír divánjában is.
A nagyvezírrel együtt volt felelős a közrend fenntartásáért a fővárosban. Fontos ceremoniális, protokoll-feladatai is voltak. Elkísérte a szultánt a mecsetbe a pénteki imára. A hadjáratokban a janicsár aga előtt fehér lófarkas zászlót vittek.
A 16. században a janicsár aga egyike volt a szultánhoz közelálló tizenöt úgynevezett kengyel-agának, akik számára várható volt a tartományi kormányzói kinevezés.

## Fordítás
Ez a szócikk részben vagy egészben  az   Agha of the Janissaries című angol Wikipédia-szócikk ezen változatának fordításán alapul.  Az eredeti cikk szerkesztőit annak laptörténete sorolja fel. Ez a jelzés csupán a megfogalmazás eredetét és a szerzői jogokat jelzi, nem szolgál a cikkben szereplő információk forrásmegjelöléseként.